# USS Doyen (DD-280)
USS Doyen (DD-280) là một tàu khu trục lớp Clemson được Hải quân Hoa Kỳ chế tạo vào cuối Chiến tranh Thế giới thứ nhất. Nó là chiếc tàu chiến đầu tiên của Hải quân Hoa Kỳ được đặt theo tên Thiếu tướng Thủy quân Lục chiến Charles A. Doyen (1859-1918). Doyen ngừng hoạt động và bị tháo dỡ năm 1930 nhằm tuân thủ quy định hạn chế vũ trang của Hiệp ước Hải quân London.

## Thiết kế và chế tạo
Doyen được đặt lườn vào ngày 24 tháng 3 năm 1919 tại xưởng tàu Squantum Victory Yard của hãng Bethlehem Shipbuilding Corporation ở Squantum, Massachusetts. Nó được hạ thủy vào ngày 26 tháng 7 năm 1919, được đỡ đầu bởi cô F. E. Doyen, con gái Thiếu tướng Doyen; và được đưa ra hoạt động vào ngày 17 tháng 12 năm 1919 dưới quyền chỉ huy của Hạm trưởng, Trung tá Hải quân J. H. Klein, Jr..

## Lịch sử hoạt động
Doyen đi đến San Diego, California vào ngày 15 tháng 3 năm 1920 để gia nhập Hạm đội Thái Bình Dương. Được đặt trong tình trạng bán-dự bị vào ngày 17 tháng 8, với một nửa biên chế thành phần nhân sự, nó tham gia các hoạt động thực tập và huấn luyện dự bị cho đến khi được cho xuất biên chế vào ngày 8 tháng 6 năm 1922.
Doyen được cho nhập biên chế trở lại vào ngày 26 tháng 9 năm 1923, và tiếp nối các hoạt động huấn luyện và thực tập dọc theo vùng bờ Tây, vùng kênh đào Panama và quần đảo Hawaii. Nó khởi hành từ San Diego vào ngày 20 tháng 8, để hộ tống cho chiếc tàu tuần dương Nhật Bản Tama, và đã phục vụ dẫn đường và liên lạc cho chuyến bay thẳng đầu tiên từ lục địa đến Hawaii. Việc thực tập lại được tiến hành tại vùng kênh đào và vùng biển Caribe vào năm 1926, và vào cuối năm đó, nó đi đến Bremerton, Washington để đại tu rồi viếng thăm Ketchikan, Alaska và vịnh Duncan, British Columbia.
Doyen lên đường vào ngày 26 tháng 4 năm 1927 đi sang vùng bờ Đông để tham gia cuộc tập trận phối hợp Hải-Lục quân tại Newport, Rhode Island. Nó quay trở về vùng bờ Tây vào ngày 25 tháng 6, tiếp nối các hoạt động huấn luyện và thực tập chiến thuật cùng Hạm đội Chiến trận tại vùng bờ Tây, ngoài khơi Trân Châu Cảng và vùng kênh đào Panama. Nó được cho xuất biên chế vào ngày 25 tháng 2 năm 1930 và bị tháo dỡ vào ngày 20 tháng 12 năm 1930 nhằm tuân thủ các điều khoản hạn chế vũ trang của Hiệp ước Hải quân London.